# Nieves Partearroyo Alexandre
Nieves Partearroyo Alexandre (Begoña (Bilbao), 5 de agosto de 1851-Vitoria, 15 de agosto de 1932) fue una impresora, mecenas y filántropa española.

## Biografía
Nació en Begoña, Bilbao en 1851. Sus padres fueron Eusebio Juan Bautista Partearroyo Sagarduy, de Bilbao, y María Mercedes Alejandre Gorostiza, de Llodio. 
Se casó con Heraclio Fournier González en 1870 en la iglesia de Nuestra Señora de Begoña y tuvieron cuatro hijas: María Mercedes Fournier Partearroyo (nacida el 13-03-1871), la filántropa Paula Fournier Partearroyo (nacida en 1872), Ascensión Fournier Partearroyo (nacida en 1875) y María del Carmen Fournier Partearroyo (nacida en 1877). Cuando se casó, se mudó a la casa donde vivía su marido: el número 5 de la Plaza Nueva, en Vitoria-Gasteiz, donde este y sus hermanos tenían una imprenta en la planta baja, imprenta que adquirió fama cuando a partir de 1877, comenzó a imprimir barajas de cartas.
Murió en Vitoria-Gasteiz el 15 de agosto de 1932, a la edad de 81 años.

### Trayectoria profesional
Tras quedarse viuda en 1916, se hizo cargo de la empresa junto a su nieto Félix Alfaro Fournier (hijo de su hija Mercedes y Juan Bautista Alfaro), bajo el nombre de “Viuda e Hijos de Heraclio Fournier” y ampliaron los tipos y diseños de cartas producidos por la fábrica de naipes. Muchas de ellas fueron expuestas en la Exposición Iberoamericana de Sevilla y en la Exposición Internacional de Barcelona de 1929, lo que las hizo aún más populares.
Entre sus obras filantrópicas, hizo una donación a la Escuela de Artes y Oficios de Vitoria (incluyendo los libros de su marido) para construir una biblioteca, que lleva el nombre de "Biblioteca Fournier" en honor a su marido  (Tenían una relación previa con la escuela, cuando Heraclio Fournier encargó a Emilio Soubrier, profesor de la misma, y al pintor Ignacio Díaz Olano el diseño de la primera baraja de naipes en 1877). Por ello, cuando en 1923 se inauguró el curso escolar en el nuevo edificio actual, se dieron las gracias a Nieves Partearroyo y Eduardo Dato en el discurso inaugural.